# 호리슈니플라우니
호리슈니플라우니(우크라이나어: Горішні Плавні)는 우크라이나 폴타바주에 위치한 도시로 면적은 7.73km2, 인구는 51,800명(2012년 1월 1일 기준)이다. 드네프르강 좌안과 접한다.
1960년에 신설되었으며 1972년 도시 지위를 부여받으면서 콤소몰스크(우크라이나어: Комсомо́льськ, 러시아어: Комсомо́льск 콤소몰스크[*])라는 이름으로 불렀다. 콤소몰스크라는 이름은 소련의 공산주의 청년 정치 조직인 콤소몰에서 유래된 이름이다. 2016년 탈공산화 정책에 따라 지금과 같은 이름으로 바뀌었다.

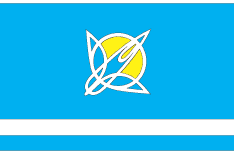
시기
시 문장